# میسنهیمر (کارولینای شمالی)

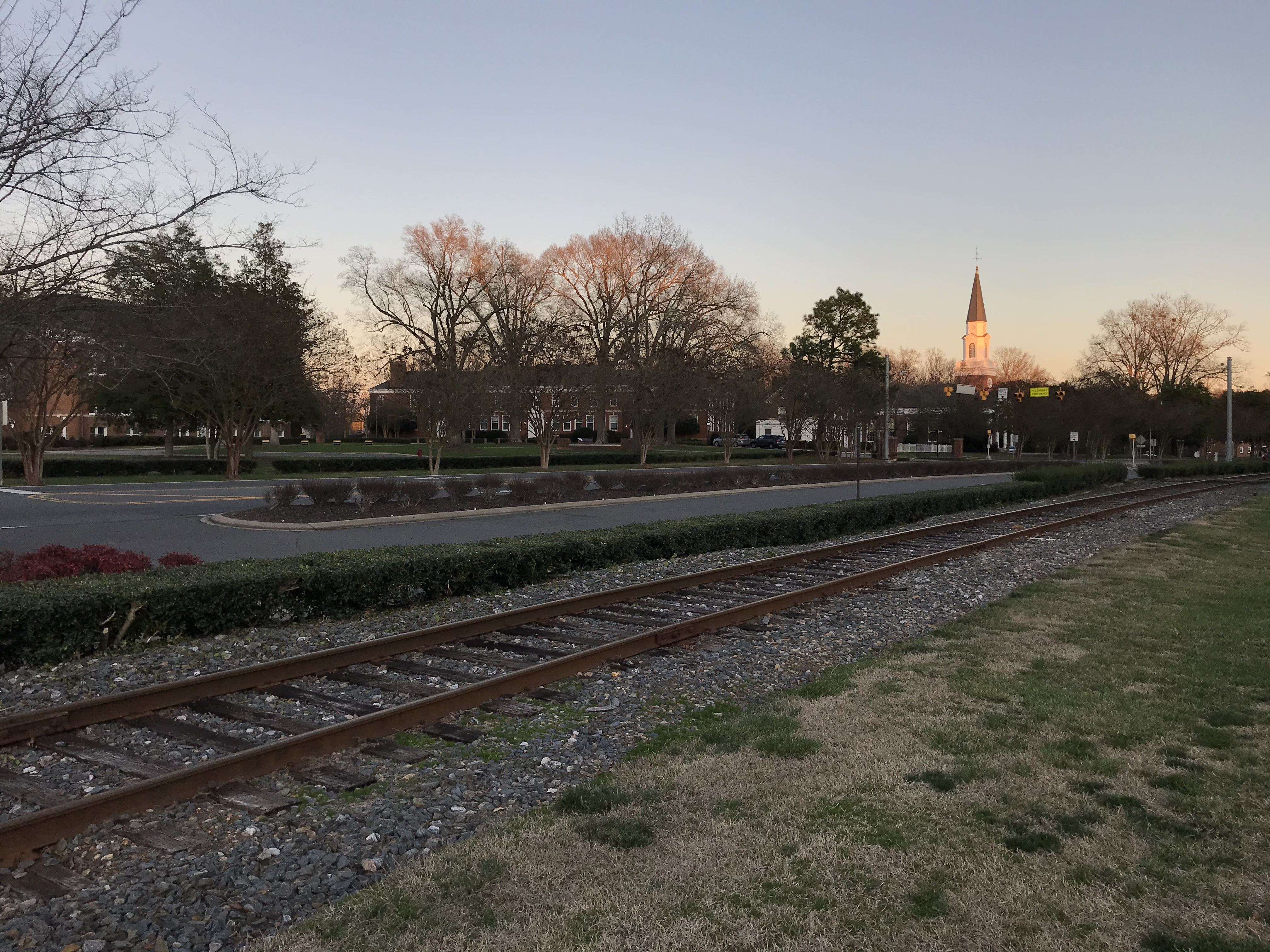
نمایی از راه‌اهن و شهر میسنهیمر در ایالت کارولینای شمالی - ۲۰۲۰

میسنهیمر (به انگلیسی: Misenheimer) شهری در ایالت کارولینای شمالی کشور ایالات متحده آمریکا است که جمعیت آن در سرشماری سال ۲۰۱۰ میلادی، ۷۲۸ نفر بوده‌است.